# Sergeant Wildeman

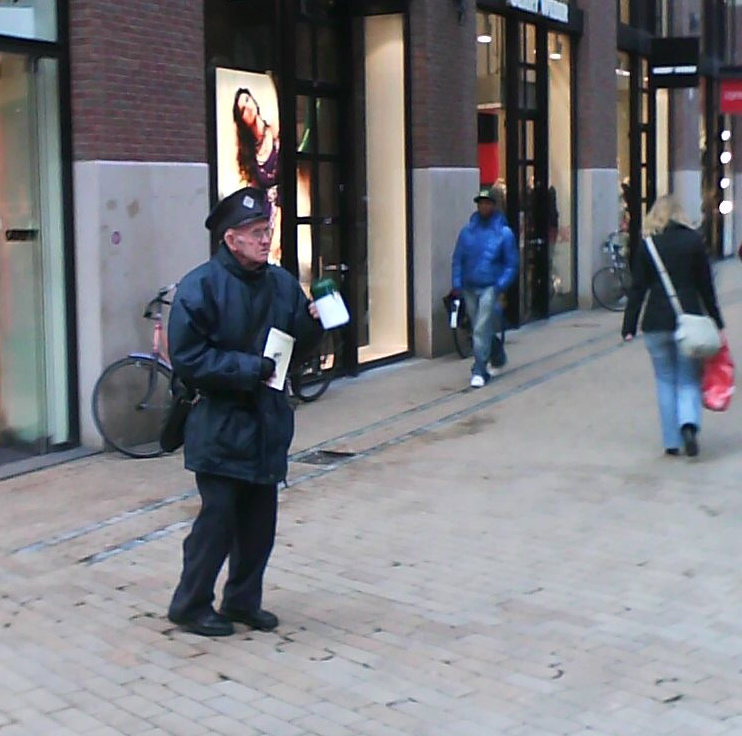
Sergeant Wildeman

Jacob Wildeman, beter bekend als Sergeant Wildeman of kortweg Jacob (Slochteren, 1933 - Groningen, november 2016) was een Nederlands onderofficier van het Noordelijk Heilsleger, die meer dan veertig jaar in de binnenstad van Groningen collecteerde voor dit Heilsleger en zijn voorganger, het Nederlandsch Leger des Heils. Voor velen was hij niet alleen een bekende Stadjer, maar ook het gezicht van beide kerkgenootschappen.

## Jeugd en vorming
Wildeman groeide op in Slochteren. Hij leerde nooit lezen en schrijven en bleef bij zijn ouders wonen. Na hun overlijden ontfermde het Nederlandsch Leger des Heils zich over hem. Wildeman is altijd verbonden gebleven aan deze organisatie en stapte na de opheffing daarvan over naar het Noordelijk Heilsleger.

## Optreden in het openbaar
Alhoewel zijn woorden door het publiek soms in twijfel werden getrokken, collecteerde sergeant Wildeman naar eigen zeggen "voor de zwervers". Van dinsdag tot en met zaterdag was hij in uniform en met de collectebus van zijn organisatie in de binnenstad van Groningen werkzaam. Als blijk van waardering ontving Wildeman in 2004 van het Heilsleger de Ster van Verdienste, omdat hij dertig jaar in de Groninger binnenstad gecollecteerd had. Soms was zijn optreden controversieel vanwege uitvallen naar omstanders, doorgaans uitgelokt door pestgedrag.

## Wrijving tussen organisaties
Het Nederlandsch Leger des Heils staat los van het Internationale Leger des Heils. De laatste organisatie klaagde geregeld dat sergeant Wildeman door gevers werd aangezien voor een van hun collectanten. Alhoewel de contacten tussen beide organisaties sinds de afsplitsing van het Nederlandsch Leger des Heils stroef verliepen, waren er wel samenwerkingsprojecten. Het optreden van sergeant Wildeman bleef echter een bron van wrijving. Begin 2009 werd de kwestie in de media gebracht, waardoor sergeant Wildemans bekendheid groeide.

## Overlijden
Zo nadrukkelijk als hij in de binnenstad van Groningen aanwezig was, zo stil verdween hij uit het beeld. Hij bracht de laatste periode van zijn leven door in een verzorgingshuis. Jacob Wildeman overleed in 2016 op 83-jarige leeftijd. Hij werd in alle stilte begraven. Pas acht jaar later kwam het nieuws van zijn overlijden naar buiten.